# ファミリー・アフェア (曲)
「ファミリー・アフェア」（Family Affair）は、スライ&ザ・ファミリー・ストーンが1971年に発表した楽曲。作詞・作曲はスライ・ストーン。
ローリング・ストーンの選ぶオールタイム・グレイテスト・ソング500（2021年版）では57位にランクされている。

## 概要
1971年10月15日、バンドの9枚目のシングル曲として発表された。B面は「ラヴン・ヘイト」。同年11月1日発売のアルバム『暴動』に収録された。伝記によれば、スライ・ストーンはシングルとして出すことに難色を示したと言われている。マネージャーとエピック・レコードのプロデューサーのスティーヴン・ペイリーらの説得によりシングルカットされることとなった。
同年12月4日から12月18日にかけてビルボード・Hot 100の1位を3週連続で記録。また同時に12月4日から1972年1月1日にかけてビルボードのソウル・チャートでも5週連続で1位を記録した。1972年の年間チャートの79位を記録し、ゴールドディスクに輝いた。
この時期に作られた他の多くの曲同様、グループのメンバーは楽器演奏に加わっていない。ドラムマシン（またはリズムボックス）とベースをスライ・ストーンが担当し、ボビー・ウーマックがギターで、ビリー・プレストンがエレクトリックピアノで参加している。ヴォーカルはスライとローズ・ストーン。
ヒスノイズはスライが行った極端なオーバー・ダビングによるものと言われている。
歌詞は辛辣である。「それは家庭の事情」という言葉が繰り返されあと、「勉強好きな大人に成長する子供もいれば／火を付けてただちに燃やしたくなるような大人に成長する子供もいる」と歌われる。
タイロン・デイヴィス、イギー・ポップ、MFSB、バニー・ウェイラー、ポール・ウェラー、スティーヴ・ウィンウッド（1997年）などがカバーしている。
2025年2月13日、ドキュメンタリー映画『Sly Lives! (aka The Burden of Black Genius)』が一般公開された。同日、スライ&ザ・ファミリー・ストーンのYouTubeチャンネルは映画で使用された楽曲のストリーミング配信を開始した。その中に「Family Affair (Questlove Rhythm King Edit)」と題した本作のロング・バージョンも含まれた。